# Lasiochalcidia rufipolita
Lasiochalcidia rufipolita är en stekelart som beskrevs av Liu 2002. Lasiochalcidia rufipolita ingår i släktet Lasiochalcidia och familjen bredlårsteklar. Inga underarter finns listade i Catalogue of Life.